# The Dead Don't Hurt - I morti non soffrono
The Dead Don't Hurt - I morti non soffrono (The Dead Don't Hurt) è un film del 2023 scritto e diretto da Viggo Mortensen.

## Trama
Durante la guerra di secessione americana, l'immigrato danese Holger e la canadese Vivienne si conoscono casualmente al mercato del pesce a San Francisco, si innamorano e vanno a vivere in una piccola casa, ai margini di una località della California. Il loro tenero amore resiste alla lontananza di lui, che si arruola volontario con l'Unione.
Tuttavia, durante la sua assenza Vivienne, impiegata nel saloon, subisce lo stupro di Weston Jeffries, brutale coazionista del locale. Dalla violenza nasce il piccolo Vincent, la cui esistenza viene tenuta nascosta a Holger. Al suo ritorno questi scopre la verità e vorrebbe farsi giustizia, ma Weston è fuggito in seguito a un fatto di sangue. Holger si prende cura del bambino e continua a vivere in armonia con la donna amata, assumendo inoltre la carica di sceriffo.
Dopo qualche tempo, però, Vivienne manifesta i sintomi della sifilide, morendo di lì a breve. Contemporaneamente Weston, con la complicità del padre Alfred (importante proprietario terriero) e del sindaco, compie una strage al saloon, per impossessarsene e godere di lauti proventi; un balbuziente, abituale frequentatore del saloon, viene dichiarato colpevole e impiccato. Mentre Holger sta lasciando il villaggio con il piccolo si imbatte in Weston, lo affronta e lo lascia moribondo a terra, riprendendo il cammino fino alla costa occidentale. 

## Promozione
Il primo trailer del film è stato diffuso il 25 marzo 2024.

## Distribuzione
Il film è stato presentato al Toronto International Film Festival nel settembre 2023 e distribuito nelle sale cinematografiche statunitensi a partire dal 31 maggio 2024. Nelle sale italiane il film è stato distribuito a partire dal 24 ottobre dello stesso anno, con il titolo The Dead Don't Hurt - I morti non soffrono.

### Divieti
Negli Stati Uniti il film è stato vietato ai minori di 17 anni non accompagnati da adulti per la presenza di "violenza, sessualità e linguaggio scurrile".

## Accoglienza

### Incassi
Il film ha incassato poco più di 1,8 milioni di dollari.

### Critica
Sull'aggregatore Rotten Tomatoes l'85% delle 113 recensioni professionali è positivo, con un voto medio di 7.1 su 10; su Metacritic il voto medio di 24 critici è 70/100.